# My Paint: The Animated Paint Program
My Paint: The Animated Paint Program est un jeu vidéo de dessin sorti en 1994 sur Mega CD. Le jeu a été développé et édité par Saddleback Graphics.